# Beziehungen zwischen Indonesien und den Vereinigten Staaten
Die Beziehungen zwischen Indonesien und den Vereinigten Staaten begannen im Jahre 1949, als beide Länder diplomatische Beziehungen etablierten, auch wenn es davor schon zu unregelmäßigen Kontakten gekommen war. Beide Länder unterhalten im 21. Jahrhundert freundschaftliche und kooperative Beziehungen, obwohl Indonesien nicht zu den offiziellen US-Verbündeten gehört und das außenpolitische Prinzip der Blockfreiheit vertritt.

## Geschichte

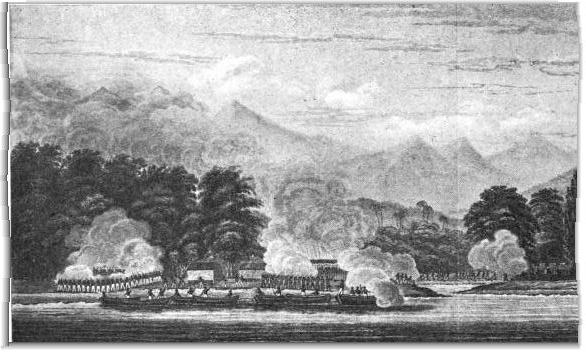
Attacke auf Kuala Batee (1832)

Im 19. Jahrhundert kam es nur zu sporadischen Kontakten. 1831 massakrierten die Bewohner des Dorfes Kuala Batee (auf der Insel Sumatra, die damals zu Niederländisch-Indien gehörte) die Besatzung eines US-amerikanischen Handelsschiffs. Dies führte zur ersten Sumatra-Expedition, bei der US-amerikanische und niederländische Truppen die Siedlung überfielen. Die US-Marine kehrte während der zweiten Sumatra-Expedition nach Sumatra zurück, die als Reaktion auf einen Angriff malaiischer Piraten auf ein weiteres US-Handelsschiff gestartet wurde. Im Jahre 1942, während des Pazifikkrieges, besetzte das Kaiserreich Japan Niederländisch-Indien (das spätere Indonesien). Unter der japanischen Besatzung hatte sich jedoch eine neue nationalistische indonesische Regierung gebildet, die sich den Niederlanden widersetzte, nachdem die USA die Japaner besiegt hatten, was zu einem vierjährigen bewaffneten und diplomatischen Konflikt ab 1945 führte. Die USA übernahmen in den Vereinten Nationen die Initiative und forderten den Rückzug der Niederlande, und Washington drohte damit, die Marshallplan-Hilfe an die Niederländer einzustellen. Indonesien erlangte schließlich 1949 die volle Unabhängigkeit von den Niederlanden. Indonesien gehörte nach seiner Unabhängigkeit mit Indien und Jugoslawien zu den führenden Mitgliedern der Bewegung der Blockfreien Staaten, um seine Unabhängigkeit von den USA und der Sowjetunion während des Kalten Kriegs zu behaupten. In den 1950er Jahren unterstützte die CIA heimlich einen Aufstand des indonesischen Militärs, um Präsident Sukarno zu stürzen und eine stärker proamerikanische Regierung zu errichten. CIA-Piloten wie Allen Lawrence Pope steuerten Flugzeuge der CIA-Tarnorganisation Civil Air Transport (CAT), die in einer verdeckten Aktion zivile und militärische Ziele in Indonesien bombardierten. Die CIA wies die CAT-Piloten an, die kommerzielle Schifffahrt ins Visier zu nehmen, um ausländische Handelsschiffe aus den indonesischen Gewässern zu vertreiben und so die indonesische Wirtschaft zu schwächen und die Regierung Indonesiens zu destabilisieren. Die Aktion flog 1958 auf, als Pope gefangen genommen wurde. Der Aufstand konnte von der Regierung schließlich niedergeschlagen werden.

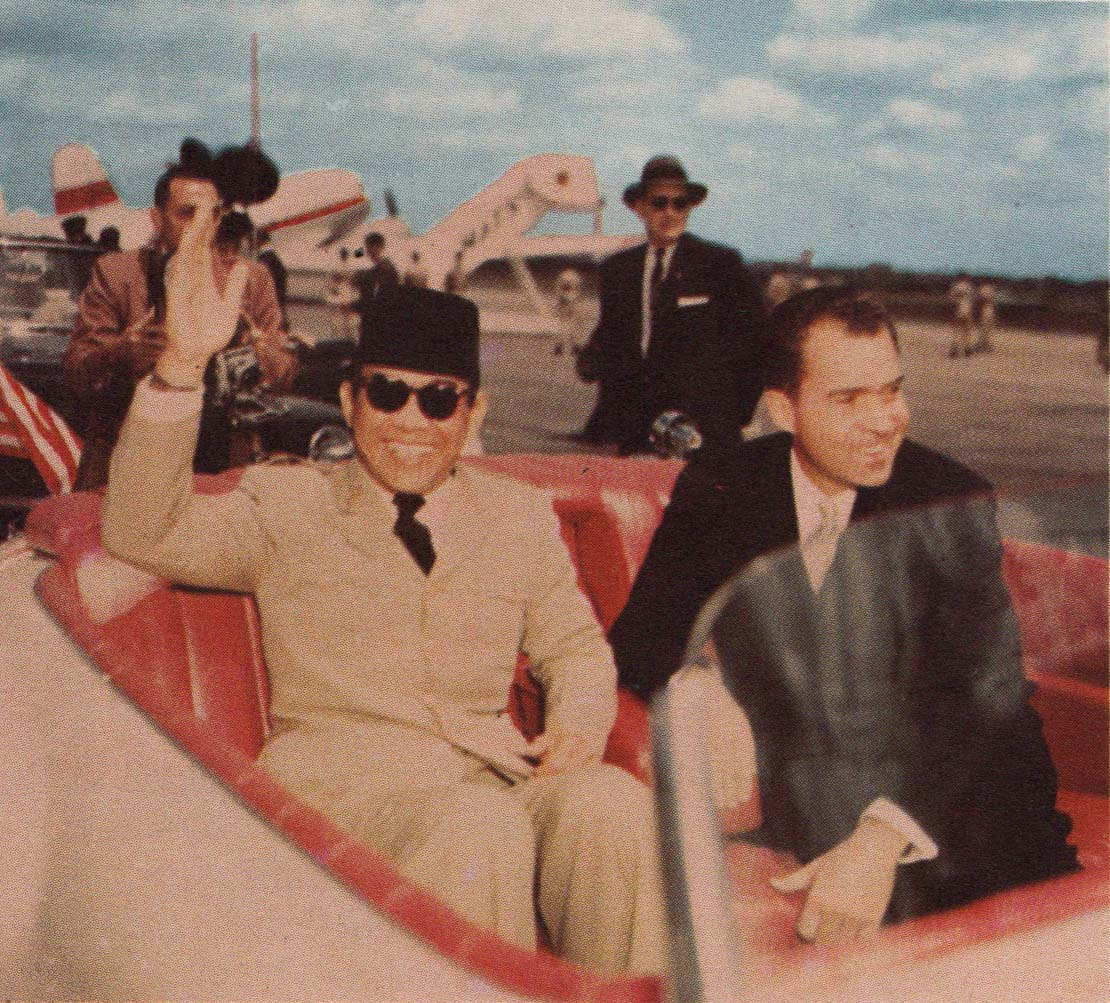
Sukarno und Richard Nixon (1956)

Trotz dieses Vorfalls unterhielten die USA und Indonesien weiterhin diplomatische Beziehungen und die Amerikaner versuchten Indonesien an sich zu binden, um den Kommunismus in Südostasien einzudämmen. Die USA unter Präsident John F. Kennedy intervenierten in den 1960er in den Streit zwischen Indonesien und den Niederlanden um Westneuguinea, da Indonesien sowjetische Waffen gekauft und eine Invasion des Gebiets geplant hatte. Der US-Diplomat Ellsworth Bunker vermittelte das New Yorker Abkommen, mit dem Westneuguinea schließlich später nach einem umstrittenen Referendum an Indonesien abgetreten wurde. Die Regierung von Lyndon B. Johnson eskalierte den Krieg in Vietnam, was die Spannungen mit Indonesien in den Jahren 1964/65 erheblich verschärfte. Die Beziehungen verschlechterten sich weiter, als Indonesien sich gegen die Gründung Malaysias aussprach, was zur Konfrontasi führte. Mitte 1965 näherte sich Sukarno schließlich dem kommunistischen China an. Schließlich kam es im Oktober 1965 zu einem Putschversuch gegen Sukarno in Indonesien, hinter dem Kommunisten gesteckt haben sollen. Daraufhin kam es zu politisch motivierten Massenmorden gegen Anhänger der Kommunistischen Partei Indonesiens und auch andere Personen, denen zwischen 500.000 bis 3 Millionen Menschen zum Opfer fielen. Der US-Botschafter in Jakarta Marshall Green ermutigte die Militärführung, mit Gewalt gegen die politischen Gegner vorzugehen. Die USA stellten auch Listen echter und angeblicher Kommunisten zur Verfügung, welche darauf von Todesschwadronen ermordet wurden und half so bei den Massenmorden, was später durch Dokumente belegt wurde. Die Ereignisse schwächten letztendlich Präsident Sukarno, sodass er 1967 von der Macht verdrängt und durch ein autoritäres Militärregime unter der Führung von General Suharto ersetzt wurde.

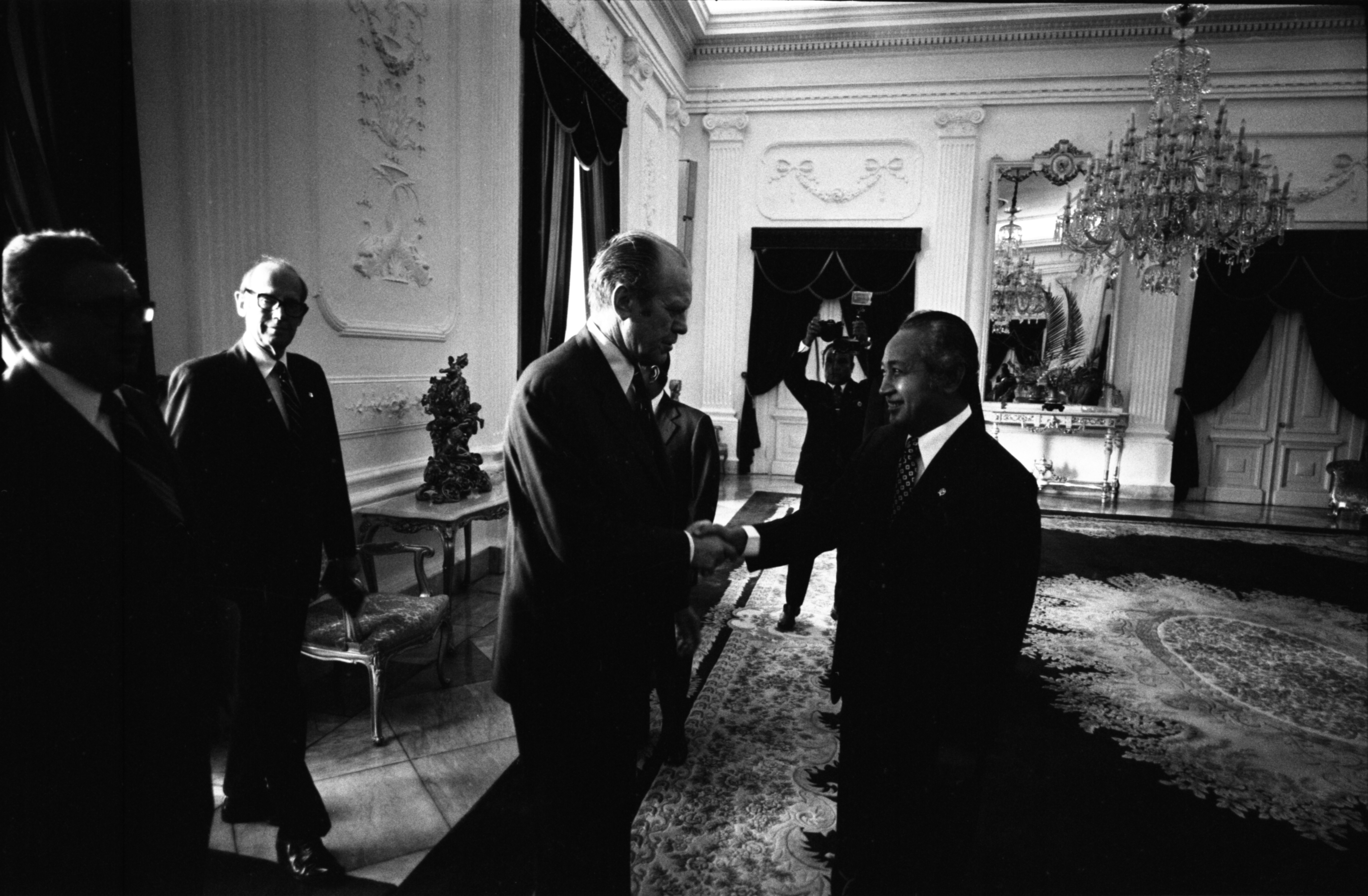
Kissinger, Ford und Suharto (1975)

Suharto und sein Militärregime wurden ein enger Partner der USA und Indonesien gab seine vorherige Blockfreiheit weitgehend auf und die USA begannen, Indonesien finanzielle und militärische Hilfe zu leisten. Am 6. Dezember 1975 trafen Gerald Ford und Henry Kissinger mit dem indonesischen Präsidenten Suharto in Jakarta zusammen und erklärten, dass die USA keine Position zu Osttimor beziehen würden. Die Vereinigten Staaten befürchteten, mitten im Kalten Krieg, dass Osttimor zu einem „zweiten Kuba“ werden könne, da die führende Partei FRETILIN, die Kontakte zur Volksrepublik China hatte, als kommunistisch galt. Gerade in dieser Zeit, kurz nach dem Ende des Vietnamkrieges, wollte man nicht einen kommunistischen Dominoeffekt in Südostasien riskieren, weswegen die Vereinigten Staaten und Australien bereits die vorherigen Aktionen des pro-westlichen Indonesiens toleriert hatten. Geheime Regierungsdokumente, die im Dezember 2001 vom US-amerikanischen National Security Archive veröffentlicht wurden, belegen die Vorkommnisse. Die FRETILIN hatte am 28. November nun auf die indonesische Besetzung der Grenzgebiete mit der Ausrufung der Unabhängigkeit von Portugal reagiert, um internationale Unterstützung zu erhalten. Daraufhin ließ sich Suharto beim Besuch von Ford und Kissinger die Unterstützung für die finalen Invasionspläne geben. In der Nacht darauf landeten indonesische Fallschirmspringer in Osttimors Hauptstadt Dili und die offene Besetzung durch Indonesien begann. Die FRETILIN ging in den bewaffneten Widerstand im Untergrund.
Während der brutalen Besatzung Osttimors kam ein Drittel der Bevölkerung Osttimors ums Leben, wobei amerikanische Waffen bei der Bekämpfung des osttimoresischen Widerstands eingesetzt wurden. Als Grund für die Unterstützung der Besatzung durch Indonesien galt der Wunsch der USA im Kalten Krieg, weiterhin gute Beziehungen zu Indonesien zu unterhalten. Erst nach dem Ende des Kalten Kriegs unterstützten die USA unter Bill Clinton schließlich die Unabhängigkeit Osttimors, welche 2002 erfolgte. Die Wahl von Barack Obama zum US-Präsidenten sorgte 2008 für Begeisterung in Indonesien. Obama hatte in seiner Jugend in Indonesien gelebt und dort auch gelernt Indonesisch zu sprechen. Nach seiner Amtseinführung stieg die Beliebtheit der USA in Indonesien von 37 % auf 63 % an. 2010 wurde ein umfassendes Partnerschaftsabkommen (Comprehensive Partnership Agreement, CPA) zwischen den beiden Ländern ausgearbeitet, das ein verstärktes Engagement in den Bereichen Sicherheit, Wirtschaft und Bildung sowie eine Zusammenarbeit bei grenzüberschreitenden Themen wie dem Klimawandel einleitete. 2015 wurde eine strategische Partnerschaft vereinbart, mit verstärkter Kooperation bei Themen von internationaler und regionaler Relevanz.

## Wirtschaftsbeziehungen
Beide Länder haben wachsende Handels- und Wirtschaftsbeziehungen. 2021 lag das bilaterale Handelsvolumen bei knapp 40 Milliarden US-Dollar. Zu den wichtigsten Exportgütern der USA nach Indonesien gehörten Sojabohnen, Flugzeuge, mineralische Brennstoffe, Maschinen und Baumwolle. US-Unternehmen haben zudem knapp 20 Milliarden US-Dollar (2020) in Indonesien investiert. Die United States Agency for International Development (USAID) und ihre Vorgängerorganisationen haben ab 1950 Entwicklungshilfe in Indonesien geleistet.

## Militärische Beziehungen

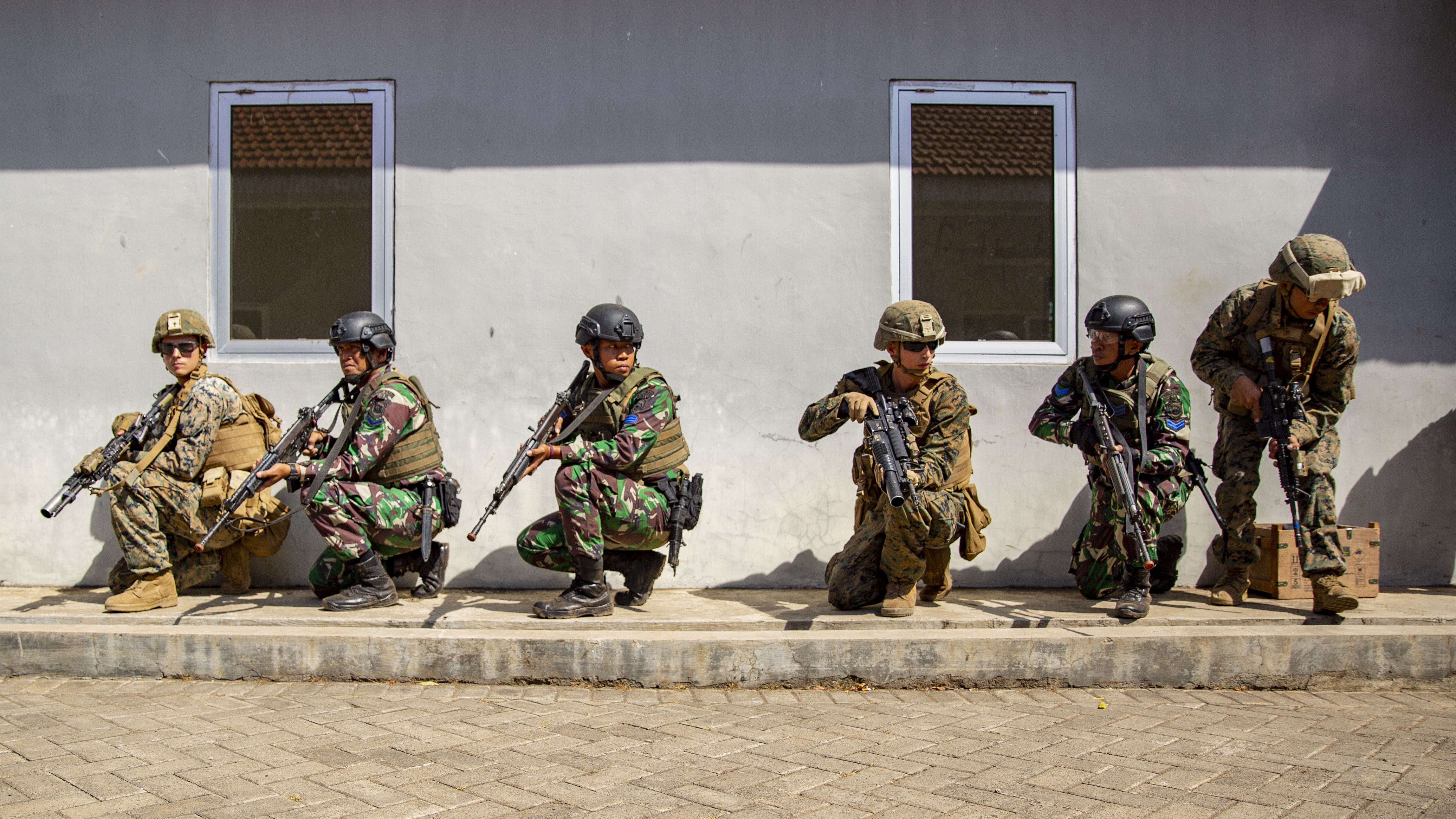
Indonesische und US-amerikanische Streitkräfte bei einer gemeinsamen Übung (2019)

Aufgrund der Lage von Indonesien im Raum Asien-Pazifik ist das Land für die USA von wachsender strategischer Signifikanz. Bei seinem Besuch in Jakarta im Januar 2018 erklärte Verteidigungsminister James Mattis, Indonesien sei ein maritimer Dreh- und Angelpunkt in der asiatisch-pazifischen Region, und er wolle, dass Indonesien und die USA in Fragen der maritimen Sicherheit eng zusammenarbeiten. Die Vereinigten Staaten sind ein wichtiger Lieferant von Militärgütern für Indonesien, unter anderem von Boeing AH-64 Apache Hubschraubern und dem F-16 Fighting Falcon-Jagdflugzeug. Im November 2022 haben die USA Indonesien die Genehmigung erteilt, F-15EX-Flugzeuge als Ersatz für Suchoi Su-27 und Suchoi Su-30 zu kaufen.